# Asturi Serrà
Asturi Anulí Serrà (Villaseca de la Sagra, Toledo, s. IV - Alcalá de Henares, ca. 412) fou un bisbe de la diòcesi de Toletum. És venerat com a sant per diverses confessions cristianes.
No s'ha de confondre amb el bisbe del segle ix Serrà d'Oviedo.

## Biografia
Les primeres notícies sobre el bisbe les dona Ildefons de Toledo a De viris illustribus (ca. 660), font bastant fiable en les dades. Segons ella, va néixer a l'actual Villaseca (Toledo), en una bona família; es desconeix, però, d'on ve el sobrenom de Serranus que se li atribuí (molt posteriorment, quan el seu cos ja havia estat portat a Astúries, es va voler relacionar amb el llinatge dels Sierra d'aquell lloc, sense cap fonament). Asturi o Astúric Anulí fou un bisbe de Toletum, actual Toledo, succeint Audenci. Ildefons diu que, segons, la tradició, en fou el novè. Era bisbe el 397, quan signa documents com a bisbe.
Es deia que cap al tombant de segle, potser al 412, va tenir una visió segons la qual va poder trobar les restes perdudes dels sants nens Just i Pastor, que eren sebollides a una cripta al Campus Laudabilis de Complutum, actual Alcalá de Henares. Llavors va fer-hi aixecar un temple en honor seu, actual catedral dels Santos Niños Justo y Pastor. Es va instal·lar a Complutum i no tornà a Toledo; per això, erròniament, algunes fonts diuen que va renunciar a la seu toledana i fou el primer bisbe de la diòcesi de Complutum. De fet, ja n'hi havia hagut d'altres, com a mínim al 380 (Ampeli, que signa al Concili de Saragossa).
El culte als Sants Nens s'expangué ràpidament i la ciutat esdevingué un centre de pelegrinatge. Asturi va morir a Complutum cap al 424; algunes fonts citen que el dia 1 de novembre. Fou sebollit al temple que havia fet aixecar.

## Veneració
Al 717, arran de la invasió musulmana, el seu cos fou traslladat a la catedral d'Oviedo, juntament amb el de Sant Julià de Toledo. Arran d'això, el seu culte es popularitzà a la regió, on fou conegut com a Sant Serrà i Sant Asturi. La coincidència del nom amb el topònim Astúries, i la seva tomba a Oviedo, va fer que es creés una tradició que el va confondre amb sant Serrà d'Oviedo, bisbe del segle ix.
L'església asturiana el celebra el 8 de març, juntament amb Sant Julià de Toledo, per haver arribat junts a la catedral, i el 12 de març, en la festivitat conjunta de les relíquies de la catedral.